# Zetes

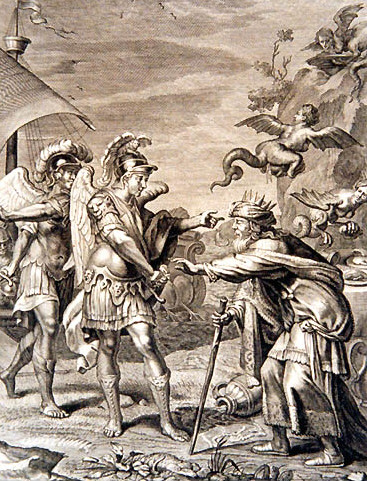
Càlais i Zetes lliuren Fineu de les Harpies

En la mitologia grega, Zetes (en grec antic Ζήτης, "el que bufa fort"), era un fill de Bòreas, el déu del vent del nord, i d'Oritia, filla d'Erecteu.
Tenia un germà bessó, Càlais. Els dos germans eren coneguts com els Borèades. Segons Higí, tenien ales al cap i als peus, els cabells blaus i podien volar. Formaven part del grup dels argonautes que amb Jàson anaven a la Còlquida a buscar el velló d'or. Els dos germans, durant el viatge i quan van parar a Tràcia, van alliberar el rei Fineu de les Harpies que li impedien de menjar. Apol·lodor explica que els Borèades tenien les ales als costats, com els ocells. D'ells se sap per diverses fonts que havien nascut a Tràcia, com el seu pare, i que la seva característica essencial era la rapidesa. Algunes tradicions diuen que Zetes i Càlais van perseguir les Harpies fins a obligar-les a prometre que deixarien en pau Fineu. Altres versions diuen que els Borèades van perseguir les harpies fins a matar-ne dues de les tres. O també, sense que hi intervinguin les Harpies, van castigar Fineu deixant-lo cec, tal com ell havia fet amb els fills de la seva germana Cleòpatra, Plexip i Pandíon.
Van participar, ell i el seu germà, en els Jocs Fúnebres que Jàson va organitzar a la Propòntida per la mort accidental del rei Cízic. Zetes va guanyar en la carrera llarga, i Càlais en el doble estadi.